# Operación Moshtarak
La Operación Moshtarak (Juntos en idioma dari) fue una ofensiva de la Coalición en la provincia de Helmand, al sur de Afganistán. Esta operación se inició el 13 de febrero de 2010 y finalizó el 7 de diciembre de 2010 tomando como teatro de operaciones al distrito de Nad Ali y Lashkar Gah, siendo llevada a cabo por fuerzas del Ejército Afgano y del Ejército Británico con apoyo del Cuerpo de Marines y del Ejército de Estados Unidos. Se presume que el principal punto de ofensiva fue la provincia de Marjah.
Participaron un número aproximado de 4.000 marines estadounidenses, 4.000 soldados británicos y cerca de 7.000 elementos de diversas naciones como son Afganistán, Canadá, Estonia y Dinamarca. Igualmente se estimó que hubo alrededor de 400 a 1000 talibanes en la zona.

## Significado estratégico
La operación fue conocida como Llave de Prueba en la estrategia de la Coalición en contra de la insurgencia Talibán. El Brigadier James Cowan, comandante de las Fuerzas Británicas en Helmand, creyó que marcaría “el inicio del fin de la insurgencia”, aunque de menos servirá como prueba para conocer si las fuerzas del ejército afgano serían capaces de mantener la paz y seguridad del país.
El anuncio anticipado de esta operación es parte de la estrategia para evitar bajas civiles como las ocurridas en Faluya en 2004. Horas antes de la ofensiva las tropas de la coalición lanzaron mensajes que decían: «No dejen entrar a los Talibanes en su casa».

## Nuevo modelo de guerra
A esta operación se le denominó como de un Nuevo Modelo de Guerra. Oficiales de la OTAN y de Afganistán han conformado un gran equipo de administradores afganos que se instalaran en Marjah después de la batalla, con más de 1,900 policías. “Tenemos al gobierno en una caja, listo para desplazarse”, afirmó el comandante estadounidense Stanley McChrystal. Asimismo la toma de Marjah sirvió como prototipo de una nueva operación militar; el gobierno afgano se ha comprometido a ocupar los nuevos territorios (anteriormente ocupados por los talibanes) y los ingenieros militares garantizarán el funcionamiento de los suministros; agua y energía.

## Antecedentes
Según la BBC la operación es en contra del terrorismo. Esta operación se planeó durante semanas, desde enero de 2010 cuando lanzaron una ofensiva menor para preparar el asalto aéreo del 13 de febrero.

## 13 de febrero
Cinco soldados estadounidenses murieron al explotar un artefacto, al igual que un británico durante los enfrentamientos. Asimismo se contabilizan al menos 20 talibanes muertos y 11 capturados.

## 14 de febrero
Un bombardeo de la OTAN causa la muerte de 12 civiles en Marjah.